# 富山市立池多小学校
富山市立池多小学校（とやましりつ いけだしょうがっこう）は富山県富山市にある公立小学校。

## 沿革
個別に出典が提示されていない箇所の出典→。
- 1873年11月30日 - 西押川楽円寺に、押川小学校として創校。
- 1874年5月 - 融達小学校と改称。
- 1878年11月 - 西押川に校舎新築。
- 1928年4月 - 高等科併置、池多尋常高等小学校と改称。
- 1935年4月 - 校舎（西側教室）増築。
- 1952年10月 - 校舎本館東側増築、一部移転改装、校歌制定。
- 1956年8月 - 理科室、図書室増築。
- 1959年8月 - 給食室を改装。
- 1963年10月 - 運動場拡張。
- 1965年4月 - 富山市立池多小学校と改称。
- 1966年5月 - 給食室新築。
- 1968年1月23日 - 体育館落成式、校旗樹立。
- 1975年6月 - 買収校地の整理および一部地盤工事。
- 1976年7月30日 - 学校プール竣工。
- 1977年
  - 5月12日 - 学校園（教材園、栽培園）整備。
  - 7月20日 - 運動場拡張整備。
  - 8月13日 - 相撲場設置。
- 1982年4月20日 - 鉄筋コンクリート造3階建て延床面積1,859m2の校舎の完工式（同日には隣接の富山市立池多保育園（現・富山市立池多保育所）の竣工した）[3]。

## 通学区域
池多、北押川、坂下新、三熊、西押川、平岡、開ヶ丘、山本

## 進学先
- 富山市立呉羽中学校

## 周辺
- 富山県道31号小杉婦中線
- 富山県道237号宮ヶ谷北押川線

## 著名な関係者
- 岡島俊樹（元サッカー選手） - 元校長